# Malviden
Malviden is de naam die in de 23e druk van de Heukels' Flora van Nederland gebruikt wordt voor een groep planten. Het is een vertaling van de naam "malvids"; dit is de alternatieve benaming voor de eurosids II uit het APG II-systeem (2003). De Malviden horen tot de groep van de Rosiden; en dus tot de  'nieuwe' tweezaadlobbigen.
De bedoelde groep is een clade: het is dus geen taxon met een rang of een botanische naam. Rekening houdend met de extrapolatie van het Nederlandstalig gebied naar de hele wereld zal deze groep bestaan uit:
- clade Malviden
familie Tapisciaceae
orde Brassicales
orde Malvales
orde Sapindales

De APWebsite [10 juni 2006, 5 april 2008] erkent echter bovendien een orde Huerteales, waarin onder andere de familie Tapisciaceae geplaatst wordt.